# Prix de littérature féroïenne

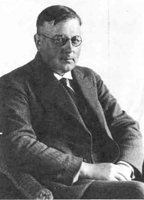
Mads Andreas Jacobsen (1891-1944), bibliothécaire, écrivain et homme politique féroïen auquel le prix de littérature féroïenne rend hommage

Le Prix de littérature féroïenne (également appelé Mentanarvirðisløn M. A. Jacobsens (Prix M. A. Jacobsen)) est une distinction littéraire décernée chaque année depuis 1958. 

## Historique
Ce prix a été nommé en l'honneur du linguiste et homme politique Mads Andreas Jacobsen (1891 - 1944).
La cérémonie de remise a toujours lieu vers sa date anniversaire, le 17 septembre, à Tórshavn, la ville dont il a été maire.
Ce prix ne comportait à l'origine qu'une seule catégorie et a été divisé en trois à partir de 1969 : fiction, non-fiction, et réalisations culturelles. En 2012 il valait 35 000 couronnes danoise.

## Lauréats

### Avant 1969
| 1968 | Robert Joensen                          |
| 1967 | Johanna Maria Skylv-Hansen              |
| 1966 | Hans Dalsgaard et Jógvan Símun Hansen   |
| 1965 | Christian Matras et Páll J. Nolsøe      |
| 1964 | Heðin Brú                               |
| 1963 | Poul F. Joensen                         |
| 1962 | Martin Joensen                          |
| 1961 | Karsten Hoydal                          |
| 1960 | Valdemar Poulsen                        |
| 1959 | R. K. Rasmussen et Jens Pauli Heinesen  |
| 1958 | Jóan Christian Poulsen et T.N. Djurhuus |

## Après 1969
| Date | Fiction                              | Non-fiction                                    | Réalisations culturelles                                                                   |
| 2020 | Lív Maria Róadóttir Jæger            | Hjalmar P. Petersen                            | Jógvan D. Hansen                                                                           |
| 2019 | Oddfríður Marni Rasmussen            | Hanus Kamban                                   | Bernharður Wilkinson                                                                       |
| 2018 | Rannvá Holm Mortensen                | Non décerné                                    | Edward Fuglø                                                                               |
| 2017 | Sissal Kampmann                      | Non décerné                                    | Simme Arge Jacobsen                                                                        |
| 2016 | Heðin M. Klein                       | Non décerné                                    | Eilif Samuelsen                                                                            |
| 2015 | Carl Jóhan Jensen                    | Jóan Pauli Joensen                             | Jákup Veyhe                                                                                |
| 2014 | Kim Simonsen                         | Óli Olsen                                      | Margreta Næss                                                                              |
| 2013 | Katrin Ottarsdóttir                  | Poul Jespersen                                 | Turið Sigurðardóttir                                                                       |
| 2012 | Jóanes Nielsen                       | Eivind Weyhe                                   | Jens-Kjeld Jensen                                                                          |
| 2011 | Non décerné                          | Nicolina Beder Jensen                          | Jógvan Isaksen                                                                             |
| 2010 | Tóroddur Poulsen pour Útsýni.        | Rógvi Mouritsen pour Fiskar undir Føroyum      | Bjørki Geyti pour Føroya Sjósavn                                                           |
| 2009 | Vida Akselsdóttir Højgaard           | Birgar Johannessen pour Havnin – fólk og yrki  | Arnbjørn Ólavsson Dalsgarð et Oddfríður Marni Rasmussen pour le magazine littéraire Vencil |
| 2008 | Sólrún Michelsen                     | Hanus Kjølbro                                  | Anna Kirstin Thomsen                                                                       |
| 2007 | Martin Joensen                       | Petur Jacob Sigvardsen                         | Laura Joensen                                                                              |
| 2006 | Carl Jóhan Jensen                    | Guðrun Gaard                                   | Ebba Hentze                                                                                |
| 2005 | Non décerné                          | Turið Kjølbro                                  | Jón Tyril                                                                                  |
| 2004 | Sigri Mitra Gaïni                    | Gianfranco Contri                              | Mortan Winther Poulsen                                                                     |
| 2003 | Non décerné                          | Marianne Clausen                               | Vilhelm Magnussen                                                                          |
| 2002 | Oddvør Johansen                      | Andras Mortensen                               | Kristian Blak                                                                              |
| 2001 | Annfinnur í Skála                    | Bogi Hansen                                    | Zacharias Hammer                                                                           |
| 2000 | Oddfríður Marni Rasmussen            | Zakarias Wang                                  | Rigmor Restorff                                                                            |
| 1999 | Non décerné                          | Dorete Bloch                                   | Martin Tórgarð                                                                             |
| 1998 | Non décerné                          | Jákup Pauli Gregoriussen                       | Frits Johannesen                                                                           |
| 1997 | Petur Jensen                         | Doris Hansen                                   | Ólavur Hátún                                                                               |
| 1996 | Non décerné                          | Elin Súsanna Jacobsen                          | Árni Dahl                                                                                  |
| 1995 | Kári P.                              | Martin Næs                                     | Non décerné                                                                                |
| 1994 | Non décerné                          | Jógvan Isaksen                                 | Non décerné                                                                                |
| 1993 | Jens Pauli Heinesen                  | Malan Marnersdóttir                            | Oskar Hermannsson                                                                          |
| 1992 | Tóroddur Poulsen                     | Non décerné                                    | Non décerné                                                                                |
| 1991 | Bárður Jákupsson                     | Jóhan Hendrik Winther Poulsen                  | Non décerné                                                                                |
| 1990 | D. P. Danielsen                      | Svenning Tausen                                | Non décerné                                                                                |
| 1989 | Carl Jóhan Jensen                    | Axel Tórgarð                                   | Non décerné                                                                                |
| 1988 | Rói Patursson                        | Sigurd Berghamar                               | Karsten Hoydal                                                                             |
| 1987 | Astrid Joensen                       | Eyðun Andreassen                               | Sigurð Joensen                                                                             |
| 1986 | Hanus Andreassen                     | Hans Jacob Debes                               | Non décerné                                                                                |
| 1985 | Heðin M. Klein                       | Niels Juel Arge                                | Kristian O. Viderø                                                                         |
| 1984 | Jóanes Nielsen                       | Jóhannes av Skarði                             | Non décerné                                                                                |
| 1983 | Oddvør Johansen                      | Jørgen M. Olsen                                | Petur W. Háberg                                                                            |
| 1982 | Gunnar Hoydal                        | Jóannes Rasmussen                              | Non décerné                                                                                |
| 1981 | Steinbjørn B. Jacobsen               | Erlendur Patursson                             | Non décerné                                                                                |
| 1980 | Christian Matras                     | Hanus Andreassen                               | Non décerné                                                                                |
| 1979 | Regin Dahl                           | Bjarni Niclasen                                | Non décerné                                                                                |
| 1978 | Hans Thomsen                         | Maria Eide Petersen                            | Non décerné                                                                                |
| 1977 | Alexandur Kristiansen                | Jeffrei Henriksen                              | Non décerné                                                                                |
| 1976 | Rikard Long                          | Óluva Skaale et Marius Johannesen              | Non décerné                                                                                |
| 1975 | William Heinesen                     | Sámal Johansen                                 | Non décerné                                                                                |
| 1974 | Guðrið Helmsdal                      | Jákup í Jákupsstovu                            | Non décerné                                                                                |
| 1973 | Jens Pauli Heinesen et Regin Dahl    | Einar Joensen, Poul Petersen et Katrina Østerø | Non décerné                                                                                |
| 1972 | Non décerné                          | Non décerné                                    | Non décerné                                                                                |
| 1971 | Non décerné                          | Non décerné                                    | Non décerné                                                                                |
| 1970 | Non décerné                          | Non décerné                                    | Non décerné                                                                                |
| 1969 | Jens Pauli Heinesen et Rói Patursson | Hans J. Glerfoss et Hanus D. Joensen           | Non décerné                                                                                |